# 阿毘達磨順正理論
『阿毘達磨順正理論』（あびだつまじゅんしょうりろん、梵: Nyāyānusāriṇī）、略して『順正理論』とは、衆賢の著作とされる仏教論書。『倶舎雹論』（くしゃばくろん）とも。
漢訳のみ現存し、大正蔵では第29巻毘曇部No.1562に収録。
世親によって説一切有部の教理が批判的に書かれた『倶舎論』に対して、それに反論し、説一切有部の教理を擁護するために、12年を費やして書かれたとされる。